# Parinari curatellifolia
Parinari curatellifolia es una especie de árbol tropical de hoja perenne perteneciente a la familia Chrysobalanaceae, originario de África, que se encuentra en varios tipos de bosques caducifolios con mayor frecuencia en las zonas de mal drenaje en altitudes moderadas.

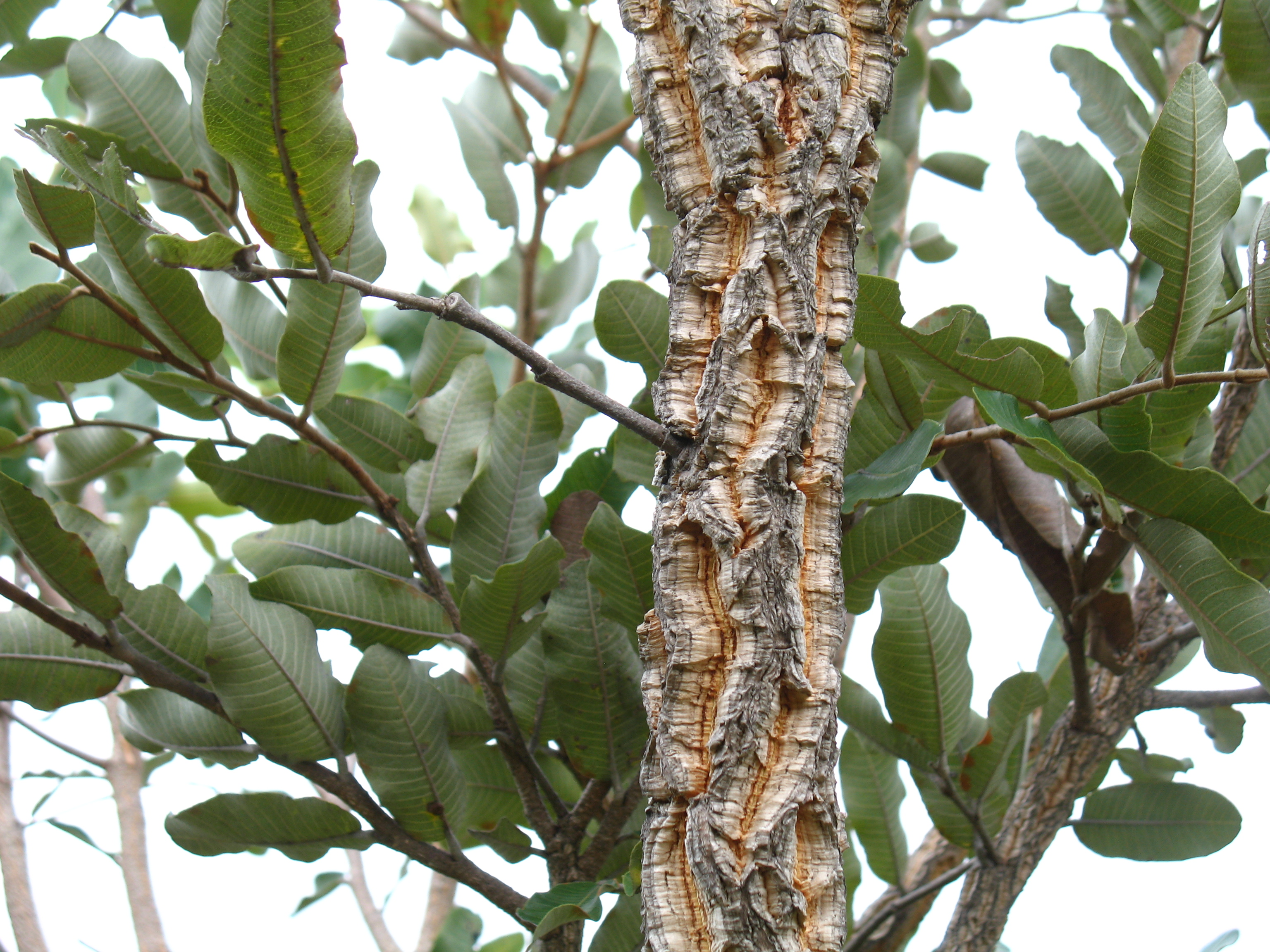
Vista de la planta

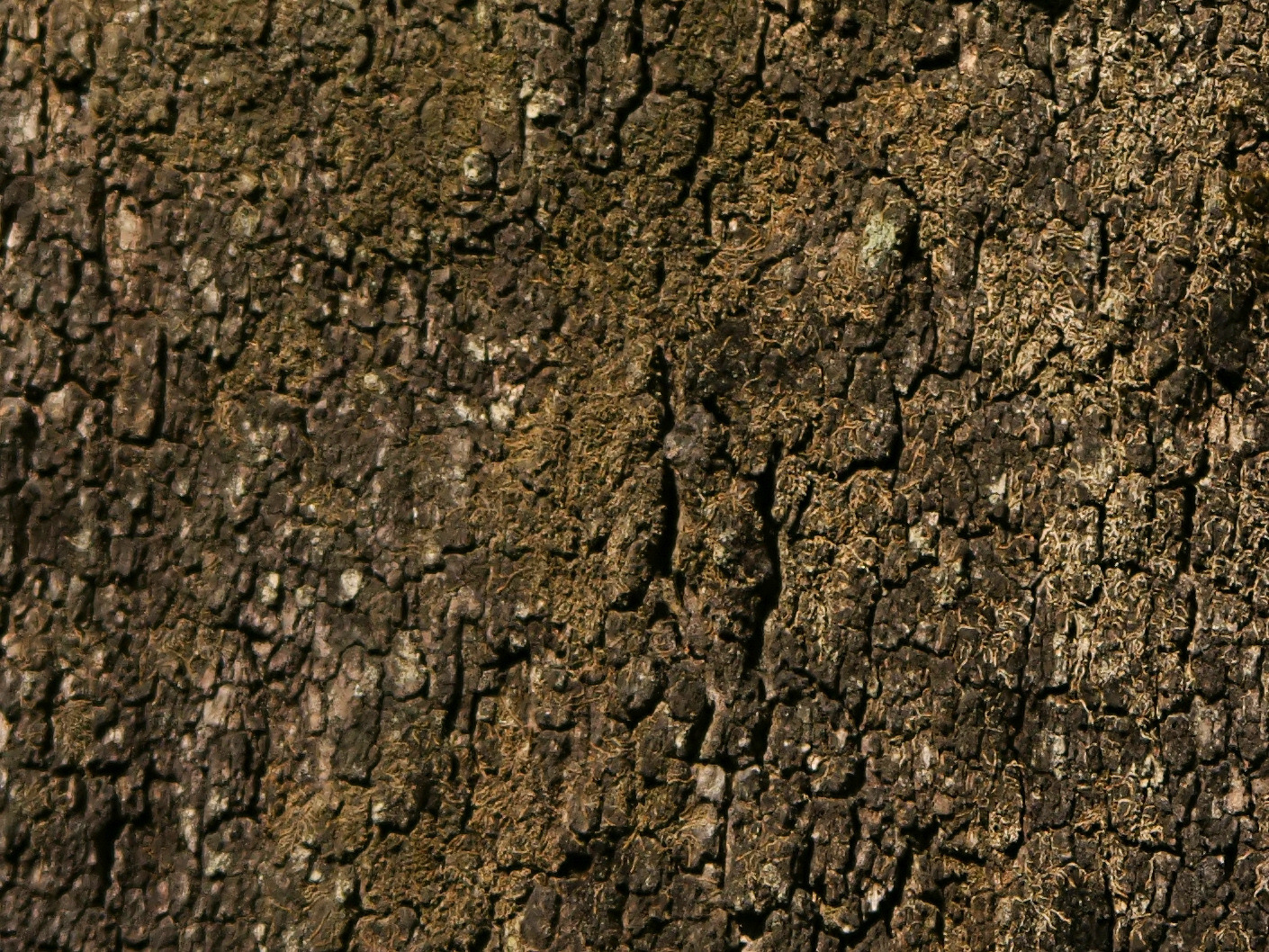
Tronco

## Distribución y hábitat
Crece en la sabana de Guinea de África Occidental desde Senegal a través de Chad y en el bosque estacional en el ecuador a través de Kenia y el este del continente en bosques caducifolios, en áreas boscosas hacia el interior de Zambia y Zimbabue. Su alcance austral es solo fuera de los trópicos en Sudáfrica, alrededor de 25 ° S.

## Descripción
Con su gran variedad el árbol varía mucho en apariencia. En las zonas con alta precipitaciones (alrededor de 1000 milímetros o más al año), crece a su mayor tamaño hasta unos 20-22 metros de altura con una corona de unos 20 metros de ancho. Las ramas son pesadas y pueden estar caídas o crecen erectas, dando al árbol una forma impresionante. Cuando las lluvias son menores adopta una forma de hongo y por lo general crece a solo 15 metros. Puede ser localmente común y en altitudes moderadamente altas en el centro de África y al sur donde, a veces, es el árbol dominante en el bosque en un tipo de bosque cerrado donde el suelo está muy mal drenado y puede estar empapado por varios meses del año.

## Usos
Una planta de comida tradicional en África, esta fruta poco conocida tiene el potencial para mejorar la nutrición, aumentar la seguridad alimentaria, fomentar el desarrollo rural y apoyar a cuidado de la tierra sostenible.
La madera es muy dura y difícil de trabajar, pero por desgracia no es duradera y es poco usada, aunque produce mucho carbón. Sin embargo, el principal valor del árbol es la deliciosa fruta, que aparece a principios de la estación seca y se puede cosechar durante 3 o más meses. Se utiliza como un aperitivo y el núcleo tiene un alto contenido de aceite. La pulpa triturada de la fruta es un ingrediente en las bebidas y puede fermentarse, a menudo se usa para hacer bebidas alcohólicas.
También se utiliza para la curación por la fe por algunas iglesias indígenas de Zimbabue.

## Taxonomía
Parinari curatellifolia fue descrita por Planch. ex Benth. y publicado en Niger Flora 333. 1849.
Sinonimia
- Ferolia curatellifolia (Planch. ex Benth.) Kuntze
- Ferolia mobola (Oliv.) Kuntze
- Parinari chapelieri Baill.
- Parinari curatellifolia subsp. mobola (Oliv.) R.A.Graham
- Parinari gardineri Hemsl.
- Parinari mobola Oliv.[5][6]